# Raquel Daruech
Raquel Daruech (Montevideo, 4 de junio de 1953) es una periodista, psicodramatista, profesora y conductora uruguaya. 

## Trayectoria
Se radica en su infancia en el interior del país, en la ciudad de Cardona. Allí pasó su niñez y adolescencia donde cursó sus estudios primarios y secundarios. Además tiene formación psicodramatista y es profesora de Literatura.
Comenzó en Canal 4 como notera, cronista pública y parlamentaria y encargada de informes especiales. De este modo, fue la primera periodista mujer que se desempeñó como tal en el parlamento, coincidiendo asimismo, con ser la primera en aparecer en la presentación del informativo central de ese canal, junto al conocido Carlos Giacosa. 
Fue codirectora de programas periodísticos como: "Porque hoy es Sábado", "Reportaje Especial" junto a Víctor Hugo Morales e "Identidades" de 1986 al 88, año en que lo trasladó al Canal 5. Desde 1992 a 2013 fue conductora de "La Sed y el Agua", programa periodístico de investigación y debate. El programa culminó con una polémica partida del canal estatal tras 21 años al aire.
En 1996 conduce diariamente "Las Reglas del Juego", programa radial sobre temas políticos y sociales en Radio Carve. Condujo por CX 30 Radio Nacional el periodístico “De Ida y Vuelta”. En el SODRE además cocondujo con Jenny Golstein el programa "Inútil... es sin referencia" en 1998. También con la producción de Jenny Golstein realizó el ciclo "El Mirador" programa periodístico en canal de cable TyCSPorts Uruguay.
Actualmente está al frente del periodístico «Uno x Uno» en el Canal VTV Uruguay.
En la salida de los presos políticos en 1983, en el Penal de Libertad en San José, encabezó el único móvil que posteriormente salió en escena en la televisión abierta uruguaya por Canal 4.[cita requerida]
Pionera en programas de debates públicos en Uruguay con participación de jóvenes panelistas.
Entrevistó a todos los presidentes uruguayos desde la apertura democrática, además de presidentes latinoamericanos como Lula da Silva y Hugo Chávez.